# 国鉄ホキ8500形貨車
国鉄ホキ8500形貨車（こくてつホキ8500がたかしゃ）は、かつて日本国有鉄道（国鉄）及び1987年（昭和62年）4月の国鉄分割民営化後は日本貨物鉄道（JR貨物）に在籍したホッパ車である。

## 概要
ホキ8500形は石灰石輸送用として1967年（昭和42年）から1974年（昭和49年）にかけて若松車輛にて39両（ホキ8500 - ホキ8538）が製作された35t積の私有貨車である。
所有者は、三菱セメント 1社のみであった。その後社名変更があり三菱セメント→ 三菱鉱業セメント→三菱マテリアルになった。  
石原町駅を常備駅としていたが、その後黒崎駅に変更になり工場までの原料輸送に運用された。
前期形17両（ホキ8500 - ホキ8516）と後期形22両（ホキ8517 - ホキ8538）に大別でき、両者の外観は大きく異なる。
外観はホキ4200形と酷似しているがホキ8500形の方が一回り大きい。
荷役方式はホッパ上部より上入れ、自重落下式による側扉出しであった。
全長は10,000 mm、全幅は2,920 mm、全高は2,652 mm、台車中心間距離は6,150 mm、実容積は25.0 m3、自重は15.0 tで、換算両数は積車5.5、空車1.4である。台車は前期形がTR41Cであり、後期形はTR41E-12であった。
ホキ8505が1978年（昭和53年）7月14日に事故廃車になり以降38両体制で運用された。
2002年（平成14年）3月に38両一斉に廃車となり同時に形式消滅となった。

## 年度別製造数
各年度による製造会社と両数、所有者は次のとおりである。（所有者は落成時の社名）
- 昭和42年度 - 17両
  - 若松車輌 17両 三菱セメント （ホキ8500 - ホキ8516）
- 昭和49年度 - 22両
  - 若松車輌 22両 三菱鉱業セメント （ホキ8517 - ホキ8538）